# Lilla Teatern
Le Lilla Teatern est une salle de théâtre  située dans le quartier Kamppi à Helsinki en Finlande.
Elle fait partie du Théâtre municipal d'Helsinki.

## Présentation
Le Lilla Teatern est fondé en 1940 par les acteurs Eja et Oscar Tengström.
De 1955 à 1967, le propriétaire du théâtre est Vivica Bandler, après quoi le théâtre sera détenu et dirigé par Lasse Pöysti et Birgitta Ulfsson jusqu'en 1974.
Par la suite, il sera dirigé par Asko Sarkola puis par Laura Jäntti.
En août 2005, l'avenir du Lilla Teatern sera assuré par son intégration au théâtre municipal d'Helsinki.
Le directeur du théâtre est alors Pekka Strang.
Début 2014, Raila Leppäkoski a été nommée directrice artistique.
Début 2017, Marina Meinander devient directrice artistique, et à partir de novembre 2019, Jakob Höglund est nommé au poste.
Le bâtiment du Lilla Teatern a été conçu par Rurik Packalén, Per-Mauritz Alander et Karl-Erik Hagner.

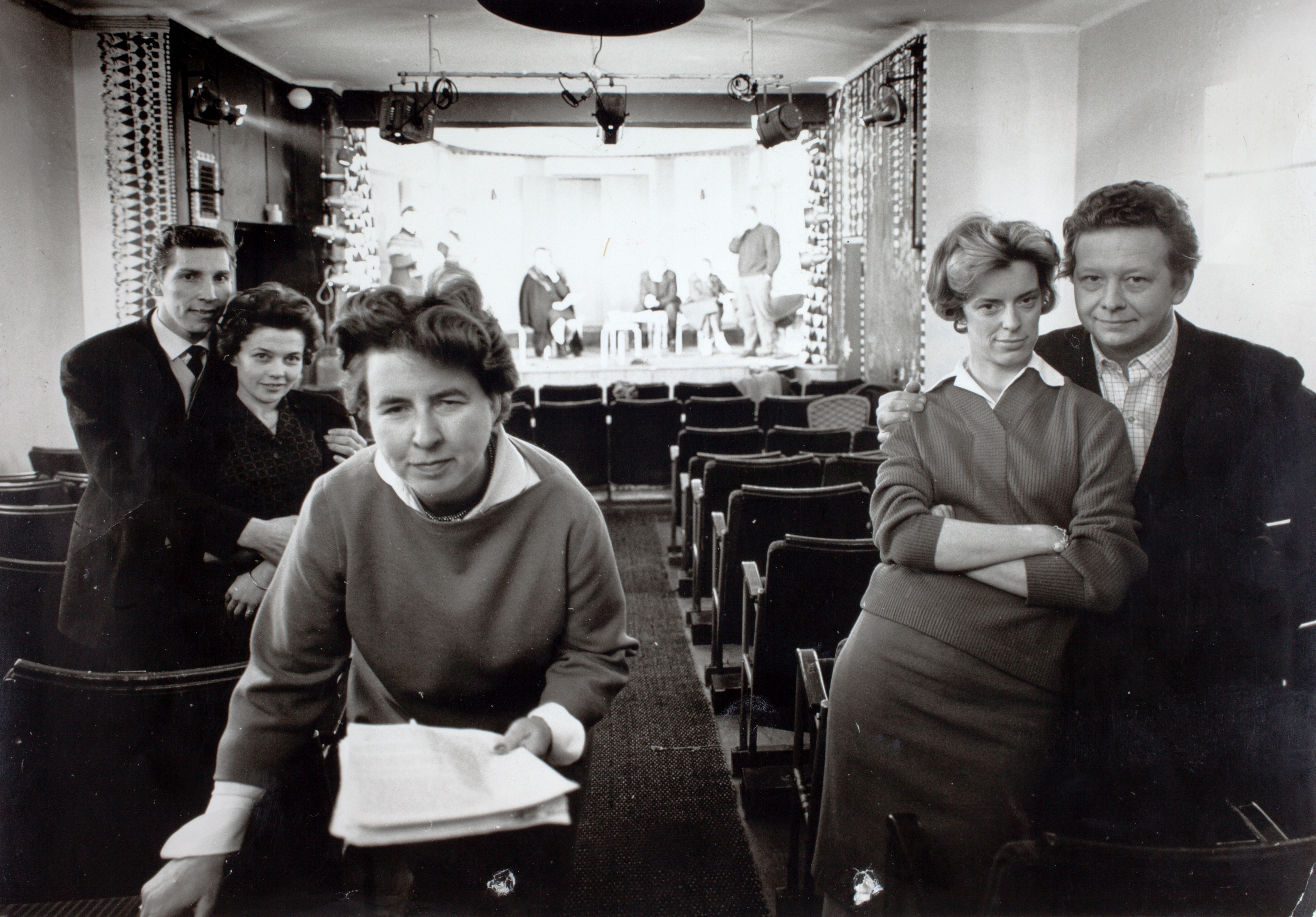
Le Lilla Teatern en 1956.

## Directeurs du Lilla Teatern
- 1940–1955 – Eja Tengström et Oscar Tengström
- 1955–1967 – Vivica Bandler[2]
- 1967–1974 – Lasse Pöysti et Birgitta Ulfsson[3]
- 1974–1981 – Asko Sarkola[4]
- 1981–1984 –
- 1984–1998 – Asko Sarkola[4]
- 1998–2000 – Tove Appelgren[4]
- 2000–2002 – Johan Bargum[4]
- 2002–2005 – Laura Jäntti[4]
- 2005–2014 – Pekka Strang[4]
- 2014–2017 – Raila Leppäkoski
- 2017–2019 – Marina Meinander [5]
- 2019–  Jakob Höglund [6]